# Teleamazonas
Teleamazonas —estilizado TA o TΛ— es una cadena de televisión abierta ecuatoriana fundado el 22 de febrero de 1974 en la ciudad de Quito, siendo el primero en transmitir imágenes en color. Es operado por Centro de Radio y Televisión, Cratel S.A. en la ciudad de Quito y por Teleamazonas Guayaquil S.A. en la ciudad de Guayaquil. Actualmente pertenece a Grupo Teleamazonas.
Es miembro de la Asociación de Canales de Televisión del Ecuador y de la Organización de Telecomunicaciones de Iberoamérica.

## Historia

### Inicios del canal
Fue fundado por el empresario Antonio Granda Centeno, quien adquirió en abril de 1972 los equipos y la frecuencia de HCJB, radio-emisora con una misión evangélica de la ciudad de Quito. Conformó así la Televisora del Amazonas, que luego se condensó en Teleamazonas. 
Inició sus transmisiones de prueba el 5 de noviembre de 1973, pero no fue sino hasta el 22 de febrero de 1974 cuando comenzó su programación regular desde su propia sede en el norte de Quito ubicada en la avenida Antonio Granda Centeno 529 y Brasil.
En febrero de 1973, desarrolló la primera red nacional en policromía convirtiéndose en el primer canal en iniciar sus transmisiones en color en Ecuador, su señal inclusive llegó hasta el norte del Perú; en Latinoamérica es el duodécimo país en incorporar este servicio después de Cuba, México, Puerto Rico, República Dominicana, Guatemala, Costa Rica, Haití, Brasil, Panamá, El Salvador y Honduras.[cita requerida]

### Hitos en la producción
- En 1973 fue el primer canal de televisión a colores de Ecuador. Para que los televidentes pudiesen ver el canal a colores, Antonio Granda Centeno realizó la primera importación de televisores a color con la marca Teleamazonas.
- En 1973, fue la primera red nacional de transmisión; hasta ese momento, los canales eran sectorizados. No existían las cadenas nacionales.
- En 1975, realizó las primeras transmisiones de fútbol en vivo y en directo para todo el país y ese mismo año se transmitió para México el arribo a Quito del presidente de su país, Luis Echeverría Álvarez.

- Realizó la primera telenovela nacional La Casa de los lirios.

- En 1984, se grabó la primera miniserie auténticamente ecuatoriana El teniente Paroli y los documentales El último auca libre y Galápagos para siempre. Al año siguiente, en 1985, se transmitió la llegada del sumo pontífice, el Papa Juan Pablo II al Ecuador para cadenas estadounidenses y norteamericanas, como ABC, CBS y NBC, para la cadena latina SIN (Spanish International Network) (hoy Univisión) y para la cadena europea Eurovisión con gran éxito. 30 años más tarde, en 2015, se transmitió la llegada del sumo pontífice, el Papa Francisco al Ecuador.

### Cambios en la administración
Tuvo un directorio estable hasta la muerte de su fundador, el 6 de noviembre de 1988. Posteriormente, el canal pasó a ser manejado por sus hijos, y aunque esto no representó un cambio de dueño, si implicó una progresiva pérdida de dinamismo, según afirman empleados de esa época.[cita requerida]
Un cambio importante en la administración del canal se registró en 1997, cuando el banquero quiteño Fidel Egas Grijalva, principal accionista del Grupo Pichincha la adquirió mediante un fideicomiso, el 50% de las acciones en Quito y 100% en Guayaquil. Bajo el nuevo nombre de Cratel-Teleamazonas, la administración compartida entre Granda y Egas se mantuvo hasta 2001, año en que Egas adquirió la totalidad de las acciones.
El 21 de octubre de 2010, ante el mandato constitucional que prohíbe a la banca tener acciones en medios de comunicación Fidel Egas Grijalva anunció la venta de la totalidad de sus acciones en la televisora mayoritariamente a empleados del propio canal (48%), un importante 30.8% al periódico peruano La República mediante el Grupo Plural TV y el resto (22%) a empresarios ecuatorianos. El 17 de julio de 2012 se crea el Grupo Teleamazonas para su administración.

## Programas

### Programación actual
- 24 Horas
- Hora 25
- En corto
- Deporte total
- esTAmañana
- El After
- El Buscador en Red
- Enchufe.tv
- América vive
- Sinfonía de Motores
- Salud 360
- Día a día
- 100 ecuatorianos dicen
- De Año en Año
- Ahora Caigo
- Yo me llamo
- Masterchef Celebrity
- El Fútbol Para Todos

### Coproducciones, convenios y eventos especiales
Teleamazonas también ha transmitido varios programas internacionales le ha permitido transmitir telenovelas colombianas, estadounidenses, turcas, taiwanesas y coreanas.
En 1992, ha sido concretado la cadena aliada de Telemundo de Estados Unidos.
En 1997, ha sido concretado la productora aliada con la multimillonaria empresa de entretenimiento estadounidense Warner Bros..
En el 2002, ha sido concretado la cadena aliada con la empresa estadounidense Nickelodeon, en la cual hasta la fecha sigue transmitiendo Bob Esponja.
En el 2005, el canal transmitiría Los Simpson, ya que en Ecuavisa abandonaría de la programación después de 13 años. La serie se transmitió hasta el 2014 y volvería a transmitir desde el 2016, luego de que Gamavisión abandonaría de la programación después de dos años. En el 2023 salía la serie del canal debido a la exclusividad en la plataforma STAR+, sin embargo regresó este 2024 al canal.
En el 2011, transmitió series de comedia como Tres Patines (de la cual el mismo canal hizo una versión llamada La Tremebunda Corte).
En el 2017, Teleamazonas ha sido concretado un convenio con Rose Entertainment para transmitir el anime Doraemon, ya que en Ecuavisa abandonaría el anime de su programación después de 15 años al aire.
En el 2021, Teleamazonas transmite Fuller House, una secuela de la serie clásica Full House y emitida en Netflix.
Cada año, El canal se transmite la Fiesta de la fruta y de las flores de Ambato con elección y coronación de la reina de su ciudad y el desfile de la Fiesta de la fruta y de las flores que se transmiten estos eventos En Vivo y En Directo por Teleamazonas y Fiesta de la fruta y de las flores que se transmiten simultáneamente por el canal regional del centro del Ecuador Unimax Televisión. Además, cada año, el canal transmite la elección y coronación de la Reina de San Francisco de Quito y el desfile de la confraternidad nacional del norte, durante las Fiestas de Quito cada noviembre y los 6 primeros días de diciembre de cada año.[cita requerida]
En lo deportivo, Teleamazonas posee los derechos de transmisión de los Torneos de la FIFA, Conmebol, de los Juegos Panamericanos y de la LigaPro.

### Producción nacional
Teleamazonas ha realizado importantes series, miniseries y largometrajes de producción nacional. De estas se puede destacar a:
| - El gran retorno (ganadora del Festival de Cine Demetrio Aguilera Malta) - El puente llevará su nombre - El caminante - El Teniente Paroli - En la calle | - En un rincón del alma - Fraude en Machala - Historia de un payaso - J.J. El ruiseñor de América - La dama invencible - Notas de amor y odio | - Olmedo, El castigo de la grandeza… - Polvo y ceniza - Recuerdos en Paita - Sucre - Tren al cielo - Zámbiza |

## Procesos administrativos
Desde mayo de 2009 el canal atraviesa por momentos críticos pues el Consejo Nacional de Radio y Televisión (CONARTEL) ha iniciado cuatro procesos administrativos en su contra por haber infringido la Ley de Radiodifusión y Televisión.
Los procesos iniciados a Teleamazonas se deben a las siguientes razones:
- Haber presentado en un reportaje imágenes de la Feria Taurina de Ambato 2009. Esto sucedió en el espacio del noticiero 24 Horas. Desde el 18 de noviembre de 2008, por resolución del CONARTEL, se prohibió la emisión de imágenes y publicidad en las que se "evidencie escenas de violencia y crueldad expresa en contra de animales y/o personas, respecto de eventos relacionados con las denominadas “corridas” o “ferias taurinas” a nivel nacional".[6]

- Transmitir en vivo el supuesto descubrimiento, por parte de políticos del Movimiento Madera de Guerrero, de un "Centro Clandestino de Computo" en Guayaquil, donde según estos políticos se procesaban datos electorales y se podría producir fraude electoral. Esto fue desmentido y aclarado posteriormente por el Consejo Nacional Electoral. Según el CONARTEL, Teleamazonas habría transmitido un hecho "supuesto" que infringe el literal "e" del artículo 58 de la Ley de Radiodifusión y Televisión.[7]

- Presentar en el noticiero un reportaje acerca del trabajo de la Compañía PDVSA en la Isla Puná así como las declaraciones de los pobladores. En el reportaje se hablaba acerca del impacto que se produciría por el trabajo de exploración de gas de PDVSA, lo cual hizo que los pobladores de la Isla Puná se tomaran las instalaciones de la Petrolera. De esta manera la preocupación por una posible histeria masiva por parte de los pobladores fue la razón del proceso.

- Difundir, durante una entrevista del periodista Jorge Ortiz, una "grabación clandestina", donde Fernando Balda, afiliado al PSP, denunció las supuestas modificaciones al texto de la Constitución elaborada en Montecristi y que involucran al jefe de Estado, Rafael Correa.[8]

### Sanciones
- El primer proceso ya fue juzgado y sancionado con una multa de 20 USD.

- El segundo proceso terminó en sanción por 40 USD. Tanto esta sanción como la anterior fueron declaradas "sin valor jurídico" en una providencia del Tribunal Distrital de lo Contencioso Administrativo de Pichincha en marzo de 2010.[9]

- El tercer proceso fue sancionado por la Superintendencia de Telecomunicaciones el 22 de diciembre de 2009 a las 17h09 ordenando el cierre de la estación por 72 horas,[10] lo que desató protestas en las instalaciones del canal por parte de sus empleados en ciudades de Quito y Guayaquil.[11] Esta clausura fue apelada y el 3 de febrero de 2010, en un fallo de última instancia, la Primera Sala de la Corte Provincial de Pichincha resolvió que la clausura "vulneró los procedimientos constitucionales" y ordenó que se pague por daños y perjuicios a la estación.[12] El fallo judicial fue duramente criticado por el presidente Rafael Correa.[13] Pocos días después de la sanción, en lo que se vio como una retaliación a los jueces que emitieron el veredicto,[14] ellos fueron multados por supuestas irregularidades en un proceso distinto.
- Aprobada la Ley Orgánica de Comunicación en Ecuador, en 2014 varias organizaciones sociales de afroecuatorianos, indígenas, montubios, mujeres, homosexuales, entre otras, encabezados por la activista trans Diane Rodríguez presentaron una queja legal contra el medio de comunicación.[15][16][17] El motivo se debía a un sckech del programa humorístico La pareja feliz el cual era considerado discriminatorio por su contenido. La Defensoría del Pueblo del Ecuador se convirtió en el ente veedor para la queja interpuesta, para posterior la Superintendencia de Información y Comunicación (Supercom), elaboró un informe técnico probatorio.[18] El 6 de octubre de 2014, se cierra este capítulo litigante contra la corporación mediática y cómica del Ecuador, al sentar un precedente legal a favor de la comunidad homosexual.[19][20][21] El informe del Consejo de Regulación y Desarrollo de la Información y Comunicación (Cordicom), estableció una resolución en la que señala que se discriminó a la comunidad homosexual por razones de orientación sexual,[22][23] permitiendo de esta forma a la Superintendencia de Información y Comunicación (Supercom), emitir el dictamen final.[24]

## Cambio de edificio
Los directivos del canal anunciaron que se trasladarán a un nuevo edificio, el cual se ubicará al norte de Quito. La fecha del cambio se dará a confirmar.

## Locutores
El canal, ha tenido y tuvo locutores, que ocupan el cargo de realizar y promocionar elementos propios o ajenos al canal: la grabación de intros, la continuidad y la programación, información y comerciales.[cita requerida]
| Periodo       | Voz en Off          |
| ------------- | ------------------- |
| 1974 - 1993   | Ramón Morales       |
| 1974 - 1993   | Álex Jácome         |
| 1991 - 1996   | Isidro López        |
| 1993 - 1994   | Douglas Argüello    |
| 1994 - 1997   | Sharvelt Kattán     |
| 2003 - 2004   | Sharvelt Kattán     |
| 1997 - 2004   | Juan Carlos Folleco |
| 2000 - 2006   | César Escalante     |
| 2024 - Actual | César Escalante     |
| 2003 - 2017   | Renato Ortega       |
| 2006 - 2016   | Fabián Toro         |
| 2009 - 2017   | Ximena Alvarado     |
| 2011 - 2024   | Emerson Morocho     |